# Zapardiel de la Cañada (kommunhuvudort)
Zapardiel de la Cañada är en kommunhuvudort i Spanien.   Den ligger i provinsen Provincia de Ávila och regionen Kastilien och Leon, i den centrala delen av landet, 140 km väster om huvudstaden Madrid. Zapardiel de la Cañada ligger 1 151 meter över havet och antalet invånare är 157.
Terrängen runt Zapardiel de la Cañada är platt åt nordväst, men åt sydost är den kuperad. Runt Zapardiel de la Cañada är det mycket glesbefolkat, med 3 invånare per kvadratkilometer. Närmaste större samhälle är Santa María del Berrocal, 12,3 km sydväst om Zapardiel de la Cañada. Trakten runt Zapardiel de la Cañada består i huvudsak av gräsmarker.